# 和泉有香
和泉有香（いずみゆか）は、日本の英語作家、講師、著者、通訳士である。大阪府出身。通称Joy先生。

## 経歴
日経ウーマノミクス・プロジェクト実行委員会主催のセミナー「英語力を磨いてキャリアアップ～TOEIC満点講師登壇、目指せ高得点！」で講師を勤めた。他にも多数の教科書を製作、著書している。